# Emmanuel Laurentin
Pour l’article homonyme, voir Laurentin.
Emmanuel Laurentin, né le 21 février 1960 à Poitiers, est un homme de radio français, animateur sur France Culture de La Fabrique de l'histoire jusqu'en 2019, émission qu'il a créée en 1999.

## Biographie
Il suit des études d'histoire médiévale à Poitiers, où il réalise une maîtrise sur le sujet du recrutement des évêques de Saintes du XIe au XIIIe siècle. Il envisage ensuite de faire une thèse sur les Lusignan, mais après un échec à l'agrégation d'histoire, il décide de s'orienter vers le journalisme et passe le concours d'entrée à l'École supérieure de journalisme de Lille. 
Il arrive sur les ondes de Radio France en 1986. Après avoir brièvement travaillé pour France Inter,, il rejoint France Culture, où il travaille d'abord en tant que rédacteur, avant de rejoindre l'équipe de Culture Matin, dont il fait la revue de presse de 1990 à 1996. En 1996, il reprend l'émission de Patrice Gélinet, L'Histoire en direct,, puis, en 1999, il crée l'émission La Fabrique de l'histoire, dont il sera l'animateur et le producteurpendant vingt ans. À la rentrée 2019, il devient l'animateur d'une nouvelle émission, Le Temps du débat,, qu'il quitte à la fin de la saison 2024. À la fin de sa dernière émission, le vendredi 5 juillet 2024, est diffusé un montage sonore retraçant sa carrière : il annonce qu'il « quitte le micro mais reste dans la Maison ».
Outre son parcours à la radio, Emmanuel Laurentin fait partie du comité de rédaction de la revue L'Histoire et du conseil de rédaction de la revue Esprit. Il a également été critique de romans policiers et s'est intéressé par ailleurs au thème de la détention.

### Récompenses et distinctions
En 2019, il reçoit le Prix Spécial de la Fondation Pierre Lafue.
En 2008, il lui est décerné le Prix Philippe Caloni du meilleur intervieweur.
Il est également chevalier de l'ordre national du Mérite et officier des Arts et des Lettres.

## Publications
- La longue peine, Paris, Plume, 1989 (collectif)
- Mon sang retombera sur vous (préf.), coll. « Points Seuil », Paris, Le Seuil, 2008
- À quoi sert l'histoire aujourd'hui (dir.), Paris, Bayard/France Culture, 2010
- La France et ses paysans, Paris, Bayard/France Culture, 2012
- Que doivent-ils à l'histoire ? (dir.), Paris, Bayard, 2012